# Quảng Bình, Hàm Đan
Quảng Bình (chữ Hán giản thể]]: 广平县, âm Hán Việt: Quảng Bình huyện) là một huyện thuộc địa cấp thị Hàm Đan, tỉnh Hà Bắc, Cộng hòa Nhân dân Trung Hoa. Huyện Quảng Bình có diện tích 320 ki-lô-mét vuông, dân số 250.000 người. Mã số bưu chính Quảng Bình là 057650. Chính quyền huyện đóng ở trấn Quảng Bình. Về mặt hành chính, huyện Quảng Bình được chia thành 2 trấn, 5 hương. Tổng cộng có 169 thôn hành chính.
- Trấn: Quảng Bình, Bình Cố Điếm.
- Hương: Song Miếu, Đông Trương Mạnh, Thập Lý Phô, Nam Dương Bảo, Nam Hàn Thôn.